# ويليام مولهولاند
ويليام مولهولاند (بالإنجليزية: William Mulholland)‏ هو مهندس أيرلندي، ولد في 11 سبتمبر 1855 في بلفاست في المملكة المتحدة، وتوفي في 22 يوليو 1935 في لوس أنجلوس في الولايات المتحدة.

## وصلات خارجية
- ويليام مولهولاند على موقع الموسوعة البريطانية (الإنجليزية)
- ويليام مولهولاند على موقع إن إن دي بي (الإنجليزية)